# NGC 7083
NGC 7083 је спирална галаксија у сазвежђу Индијанац која се налази на NGC листи објеката дубоког неба.
Деклинација објекта је - 63° 54' 12" а ректасцензија 21h 35m 44,6s. Привидна величина (магнитуда) објекта NGC 7083 износи 11,1 а фотографска магнитуда 11,9. Налази се на удаљености од 33,019 милиона парсека од Сунца. NGC 7083 је још познат и под ознакама ESO 107-36, IRAS 21318-6407, PGC 67023.